# Туравкино
Туравкино — деревня в Цвылёвском сельском поселении Тихвинского района Ленинградской области.

## История
Деревня Туравкино упоминается на «Специальной карте западной части России» Ф. Ф. Шуберта 1844 года.

ТУРОВКИНО — деревня Дмитровского общества, Ильинско-Сяського прихода. Река Сясь.

Крестьянских дворов — 9. Строений — 13, в том числе жилых — 9. Водяная мельница.

Число жителей по семейным спискам 1879 г.: 16 м. п., 19 ж. п.; по приходским сведениям 1879 г.: 16 м. п., 23 ж. п.

В конце XIX — начале XX века деревня относилась к Сугоровской волости 1-го земского участка 1-го стана Тихвинского уезда Новгородской губернии.

ТУРАВКИНО — деревня Дмитровского общества, дворов — 9, жилых домов — 9, число жителей: 18 м. п., 27 ж. п. 

Занятия жителей — земледелие, лесные заработки. Река Сясь.  (1910 год)

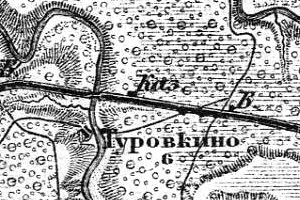
Деревня Туравкино на карте 1913 года

Согласно карте Петроградской и Новгородской губерний 1913 года деревня называлась Туровкино и насчитывала 6 крестьянских дворов.
С 1917 по 1918 год деревня Туравкино входила в состав Сугоровской волости Тихвинского уезда Новгородской губернии. 
С 1918 года в составе Ольховской волости Череповецкой губернии.
С 1924 года в составе Пригородной волости.
С 1927 года в составе Дмитровского сельсовета Тихвинского района.
В 1928 году население деревни Туравкино составляло 113 человек.
Согласно карте Ленинградской области Северо-западного аэрогеодезического треста ГГУ издания 1932 года деревня насчитывала 13 крестьянских дворов:
| Внешние изображения | Внешние изображения                  |
| ------------------- | ------------------------------------ |
|                     | Деревня Туравкино на карте 1932 года |

По данным 1933 года деревня Туравкино входила в состав Дмитровского сельсовета.
В 1958 году население деревни Туравкино составляло 39 человек.
По данным 1966, 1973 и 1990 годов деревня Туравкино входила в состав Ильинского сельсовета.
В 1997 году в деревне Туравкино Ильинской волости проживали 6 человек, в 2002 году — 9 (все русские).
В 2007 году в деревне Туравкино Цвылёвского СП проживали 10 человек, в 2010 году — 11.

## География
Деревня расположена в юго-западной части района к западу от автодороги 41К-265 (Овино — Липная Горка).
Расстояние до административного центра поселения — 5 км.
Ближайшая железнодорожная платформа — 179 км. Расстояние до железнодорожной платформы Черенцово — 4,5 км.
Деревня находится на левом берегу реки Сясь.

## Демография
| 1879 | 1910 | 1928 | 1958 | 1997 | 2002 | 2007 |
| ---- | ---- | ---- | ---- | ---- | ---- | ---- |
| 35   | ↗45  | ↗113 | ↘39  | ↘6   | ↗9   | ↗10  |
| 2010 | 2017 |      |      |      |      |      |
| ↗11  | ↘8   |      |      |      |      |      |

### Национальный состав
Согласно данным Всероссийской переписи населения 2021 года в деревне проживали 8 человек, все русские.

## Улицы
Деревенская.

## Садоводства
Заречное-1, Заречное-2, Заречное-3.